# Moe Szyslak
Moe Szyslak er en af personerne i tegnefilmserien The Simpsons.
Han bestyrer den lokale bar "Moe's Tavern" i daglig tale bare "Moe's".

## Om Moe og hans bar
Moe kommer fra Italien. Hans rigtige navn er: "Momar Szyslak", men han bliver bare kaldt Moe. Han er uddannet bartender fra England. Han er desuden blevet hjemsøgt af et genfærd af en af hans lærere. 
Hans bar er blevet bygget om flere gange, bl.a. til et stort nystilet diskotek hvor kun VIP's måtte komme ind, og en anden gang hvor han og Marge byggede det om til en traditionel engelsk pub med bindingsværk. Oprindeligt var hans bar et otte etagers hotel kaldet moe-tel 8.
Moe har det med at komme til skade eller få sin bar ødelagt. Det sker i mange afsnit. Moes kærlighed er ret ulykkeligt, han finder aldrig den rette. Han siger også, at han er grim. Der er nogle gange hvor han er tæt på at finde sin kærlighed. Men det går galt hver gang. Han har f.eks været sammen med Edna Krabappel. Han står også altid klar til at gifte sig med Marge, hver gang Homer menes død eller forsvunden. Der er også et afsnit hvor han vil have en plastikoperation, fordi han at han er grim.
Hans stemme indtales af Hank Azaria.